# Nim diabeł dowie się, że nie żyjesz
Nim diabeł dowie się, że nie żyjesz – amerykańsko-brytyjski kryminał z 2007 roku w reżyserii Sidneya Lumeta.

## Główne role
- Philip Seymour Hoffman – Andy Hanson
- Ethan Hawke – Hank Hanson
- Albert Finney – Charles Hanson
- Marisa Tomei – Gina Hanson
- Aleksa Palladino – Chris Lasorda
- Michael Shannon – Dex
- Amy Ryan – Martha Hanson
- Sarah Livingston – Danielle Hanson
- Brian F. O’Byrne – Bobby Lasorda
- Rosemary Harris – Nanette Hanson

## Fabuła
Andy i Hank są braćmi. Andy jest człowiekiem sukcesu, ma piękną żonę i dom, ale kłopoty w pracy, ponieważ dwaj byli pracownicy firmy Andy’ego fałszują czeki jego firmy, defraudując dużo pieniędzy. Hank żyje inaczej: nie ma stałej pracy, zalega z czynszem, ma żonę i córkę na utrzymaniu. Obaj pilnie potrzebują pieniędzy. Andy ma plan: wystarczy obrabować sklep jubilerski, który należy do ich rodziców. Ale napad się nie udaje, a to oznacza kłopoty.